# Lucien Servanty
Lucien Servanty, né le 25 mai 1909 à Paris et mort le 7 octobre 1973 à Blagnac, fut l'un des plus célèbres ingénieurs aéronautiques de l'histoire de l'aviation française.

## Formation
Lucien Servanty baigne très tôt dans une ambiance aéronautique, car son père est instructeur de voltige aérienne. Durant ses études secondaires brillantes, qu'il suit à Angoulême, il occupe ses loisirs avec son frère à bricoler des avions légers utilisés dans les premiers aéro-clubs.
Il est d'abord Ingénieur diplômé par l'État (DPE aéronautique 1943) après avis du jury particulier du Conservatoire national des arts et métiers,.
Il entre ensuite aux Arts et Métiers ParisTech où ses thèses inédites en matière d'aérodynamisme le font vite remarquer.

## Vie professionnelle

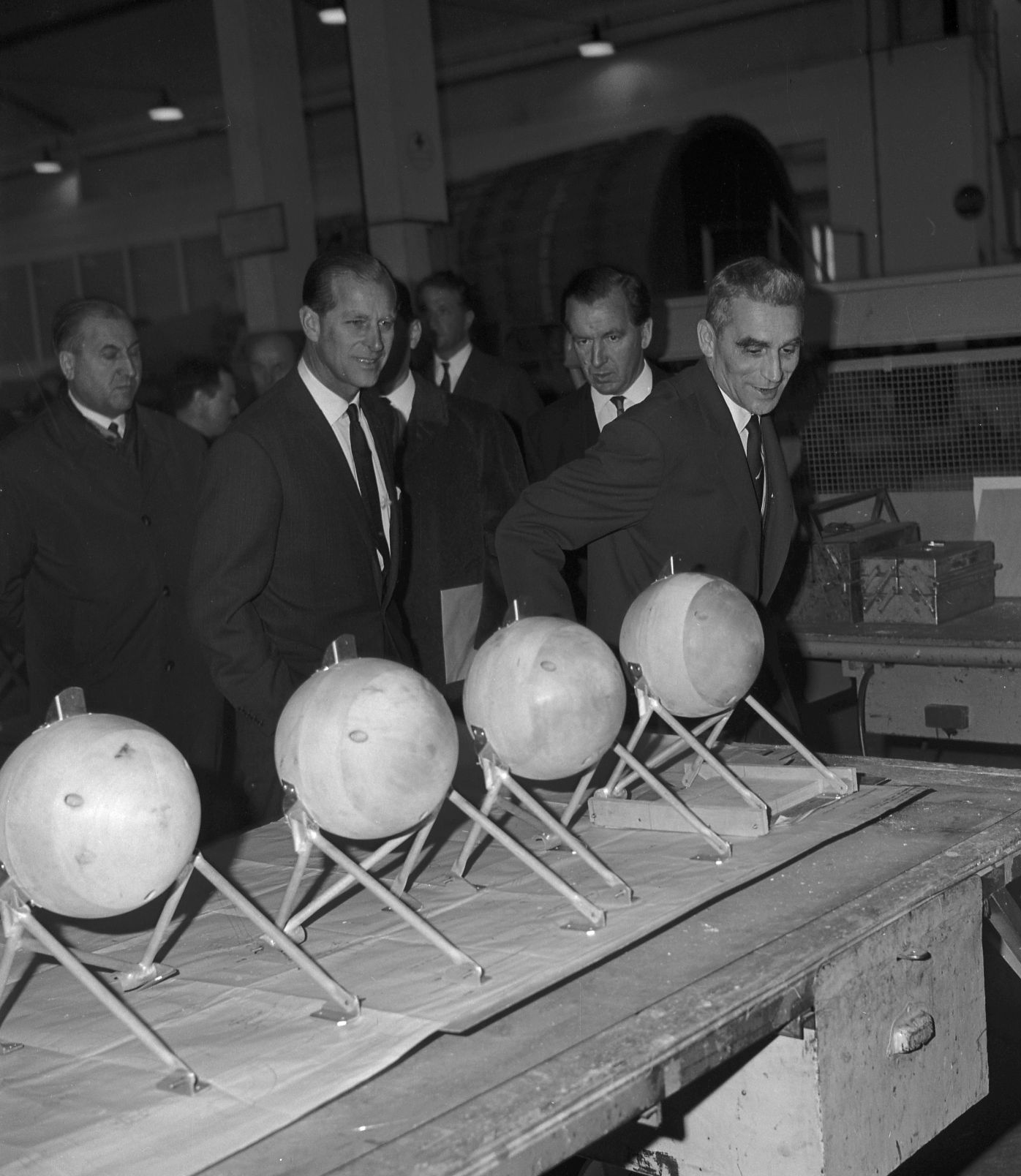
Lucien Servanty faisant visiter au prince Philip, duc d’Édimbourg les ateliers de Sud-Aviation en 1965.

Après avoir obtenu son diplôme d'ingénieur, il travaille dans les bureaux d'études de plusieurs sociétés. Il débuta en 1931 chez Breguet, avant de rejoindre en 1937 la SNCASO lors de la création de celle-ci. Il y tient le poste de directeur d'études. Au sein de cette entreprise, anciennement propriété de Marcel Bloch, il met au point :
- le Bloch 155, avion de chasse dérivé du Bloch 152
- le Bloch 157 en 1942.

Chef des essais en vol, puis chef de la section des avions légers, il réalise en 1941 le SNCASO SO.P-1 Ferblantine, premier planeur métallique français.
Pendant la Seconde Guerre mondiale, Servanty continua son activité sous le contrôle des autorités d'occupation mais réalisa aussi en secret l'étude du SO.6000 Triton, le premier avion à réaction français, qui effectua son premier vol en novembre 1946.

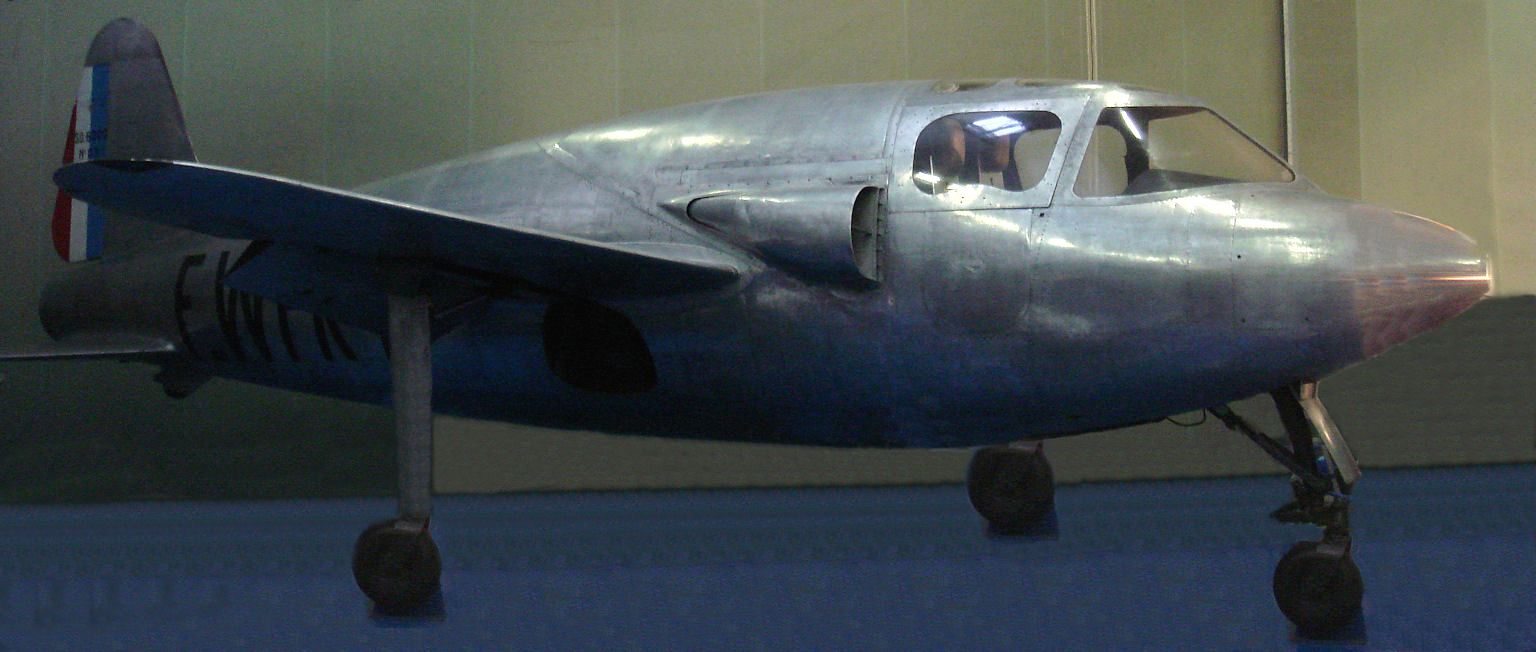
Le SO.6000 Triton exposé au musée de l'Air et de l'Espace à Paris.

Après ce succès, Lucien Servanty dirigea les études de plusieurs avions tels que :
- le SNCASO SO.7060 Deauville, biplace de tourisme (1947)
- le SNCASO SO.7010 Pégase, avion postal (1948)
- le SNCASO SO.6020 Espadon, avion à réaction monoplace expérimental à voilure en flèche (1948)
- et le SO.9000 Trident, prototype très innovateur d'un intercepteur supersonique à propulsion mixte turboréacteur et fusée, ainsi que son évolution, le SNCASO SO.9050 Trident II.

En 1948, il devient actionnaire de la Compagnie industrielle des aéromoteurs (CIAMO), d'avions-taxis, fondée par Claude de Cambronne au Maroc.
Lorsqu'il rejoint Sud-Aviation à Toulouse en 1959, le président Georges Héreil lui confie la direction technique du bureau d'études.
C'est toutefois grâce à une œuvre à vocation civile que Servanty acquit sa notoriété : la direction technique du programme Concorde pour la partie française. L'amitié nouée entre Servanty et son homologue anglais Bill Strang (en) permit en particulier au projet de surmonter les nombreuses difficultés d'une collaboration franco-britannique pas toujours évidente au niveau politique. Servanty mena à bien la totalité du programme d'essais mais, subitement décédé le 6 octobre 1973 à Blagnac à 64 ans, ne put assister au premier vol commercial de sa création en 1976. Il est inhumé au cimetière ancien d'Aulnay-sous-Bois en Seine-Saint-Denis.

## Hommages
- En 1971, l'Association des journalistes professionnels de l’aéronautique et de l’espace (AJPAE) lui décerne le prix Icare.
- Son nom a été donné à une rue de Toulouse et à une avenue de Blagnac bordant le siège d'Airbus.

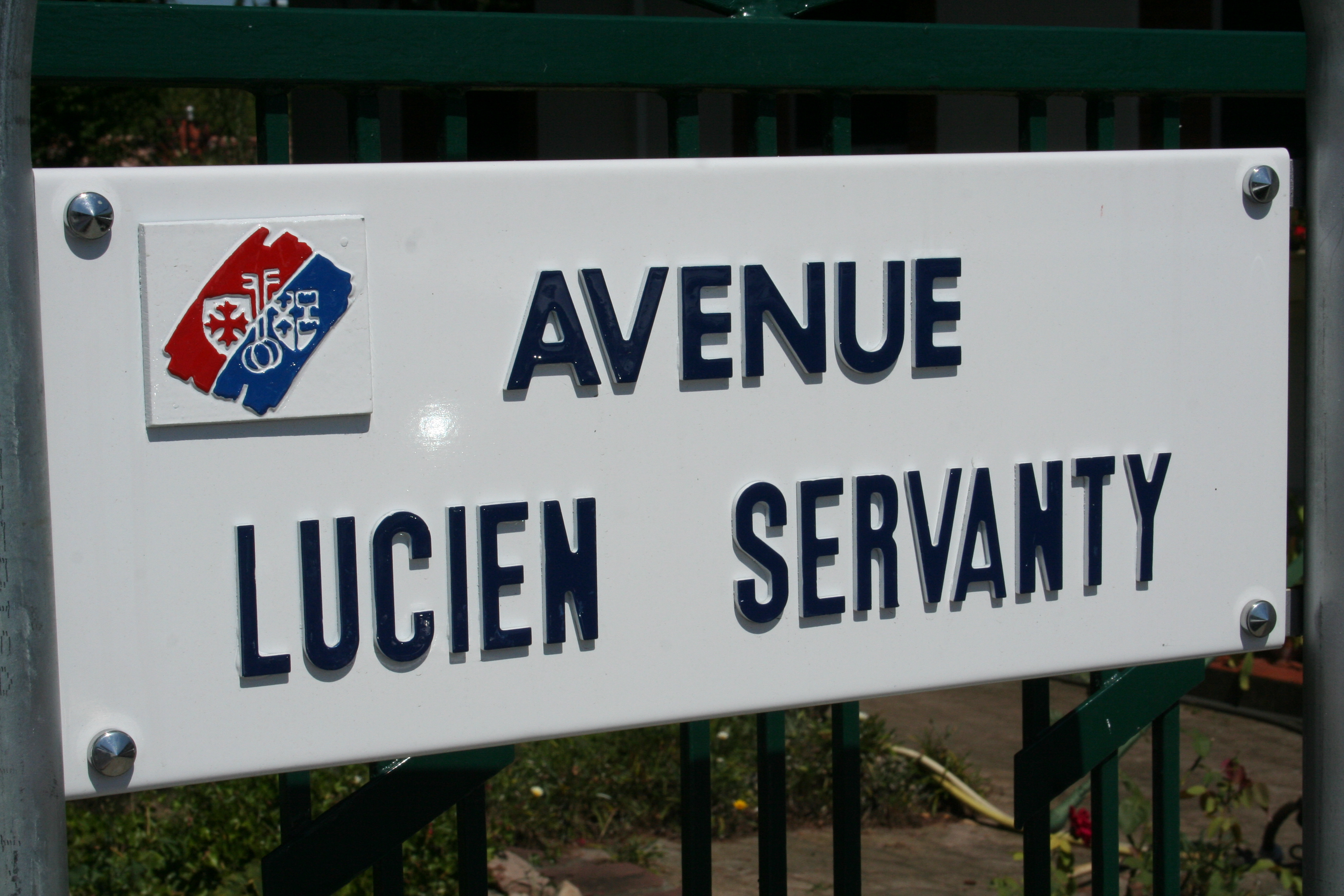
Avenue Lucien-Servanty à Blagnac.